# Charalá
Charalá är en kommun i Colombia.   Den ligger i departementet Santander, i den centrala delen av landet, 200 km nordost om huvudstaden Bogotá. Antalet invånare är 11 422. Arean är 411 kvadratkilometer.
Terrängen i Charalá är kuperad åt nordväst, men åt sydost är den bergig.